# Opisthograptis intermedia
Opisthograptis intermedia är en fjärilsart som beskrevs av Harrison 1905. Opisthograptis intermedia ingår i släktet Opisthograptis och familjen mätare. Inga underarter finns listade i Catalogue of Life.